# Zülbiye Gündüz boom
Zülbiye Gündüz boom is een artistiek kunstwerk in Amsterdam-Oost.
Het is een werk van Marianne van den Heuvel uit 2000, dat staat in de Vrolikstraat bij huisnummer 38 ter hoogte van de Iepenweg. De boom is een gedenkteken voor de hier in maart 1993 omgebrachte Zülbiye Gündüz (1980-1993), een meisje op de verkeerde plaats op het verkeerde tijdstip. Het meisje overleed in de ambulance naar het ziekenhuis. De dader, een verward persoon (persoonlijkheidsstoornissen en psychoses aldus het Pieter Baan Centrum destijds), had zich dezelfde dag gemeld op het politiebureau met de mededeling dat "hij mogelijk iemand had neergeslagen", maar hij maakte zich meteen weer uit de voeten. De volgende dag werd hij gearresteerd. Slachtoffer en dader woonden beiden op huisnummer 90.
Er werd vrijwel direct door buurtbewoners en schoolgenootjes een monumentje opgericht, maar dat raakte beschadigd tijdens de herinrichting van de Vrolikstraat. Van den Heuvel kwam met een boom uit Belgisch hardsteen als symbool van de verbinding tussen hemel en aarde. De boom is verwerkt in een muurtje dat een speelplaats afscheidt van de openbare ruimte. Voor het beeld is een aantal mozaïek stoeptegels gelegd. Deze mozaïek tegels zijn door haar toenmalige klasgenoten uit groep 8 (Louise Coligny school) gemaakt, als vorm van rouwverwerking en als gedenkteken van hun geliefde klasgenootje. Het beeld raakt langzaam uit beeld doordat uit het perkje dat het beeld deels omringt, een natuurlijke boom/struik groeit.
Niet iedereen is op de hoogte van het feit dat het een gedenkteken betreft. Het stond regelmatig ingebouwd tussen afval en fietsen; reden voor het stadsdeel Watergraafsmeer/Oost er een bord bij te zetten.
De moord maakte de weg vrij voor een grote sanering van de Vrolikstraat en naburige straten aan het eind van de jaren 90.

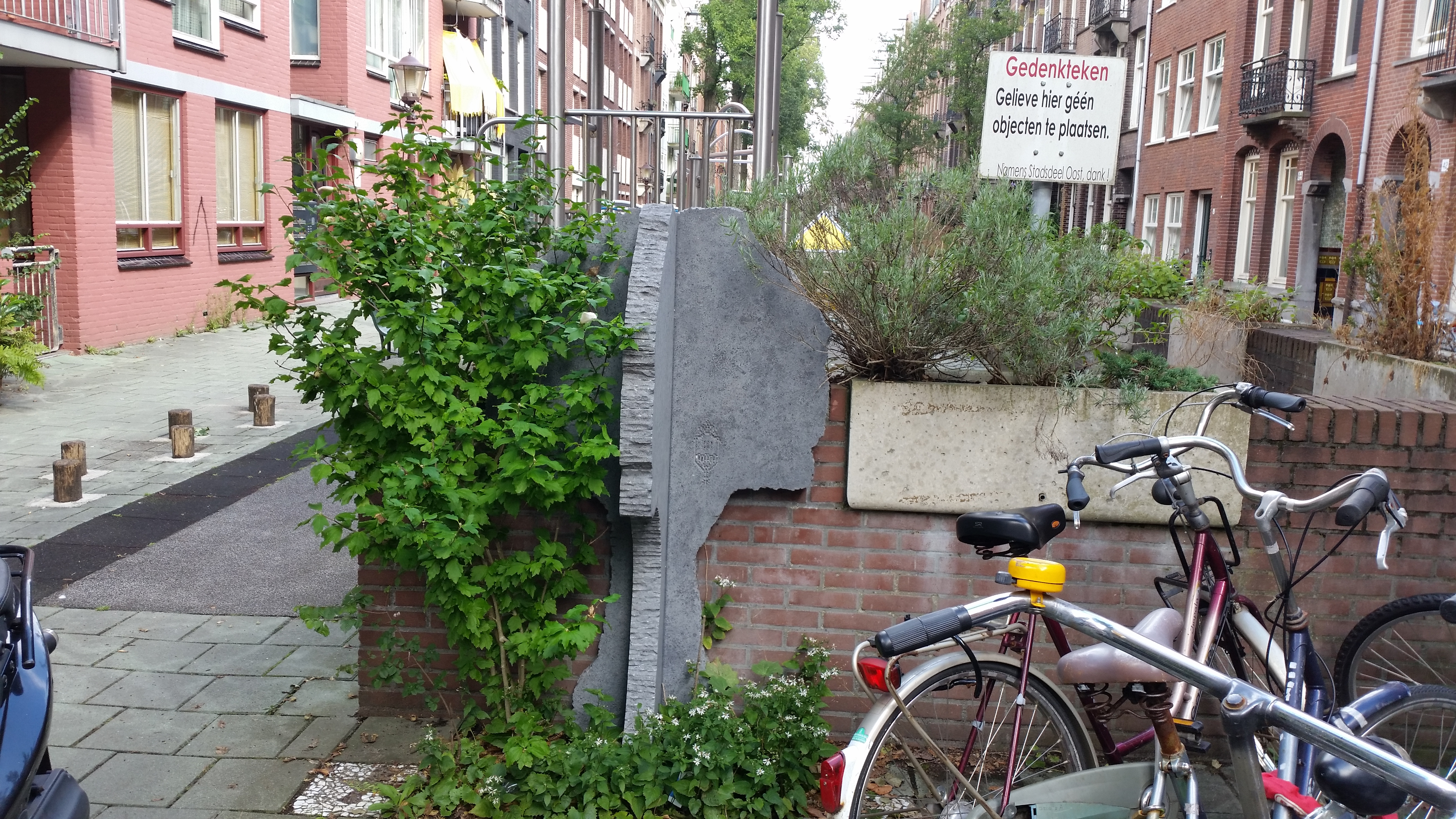
Beeld in haar omgeving (augustus 2020)

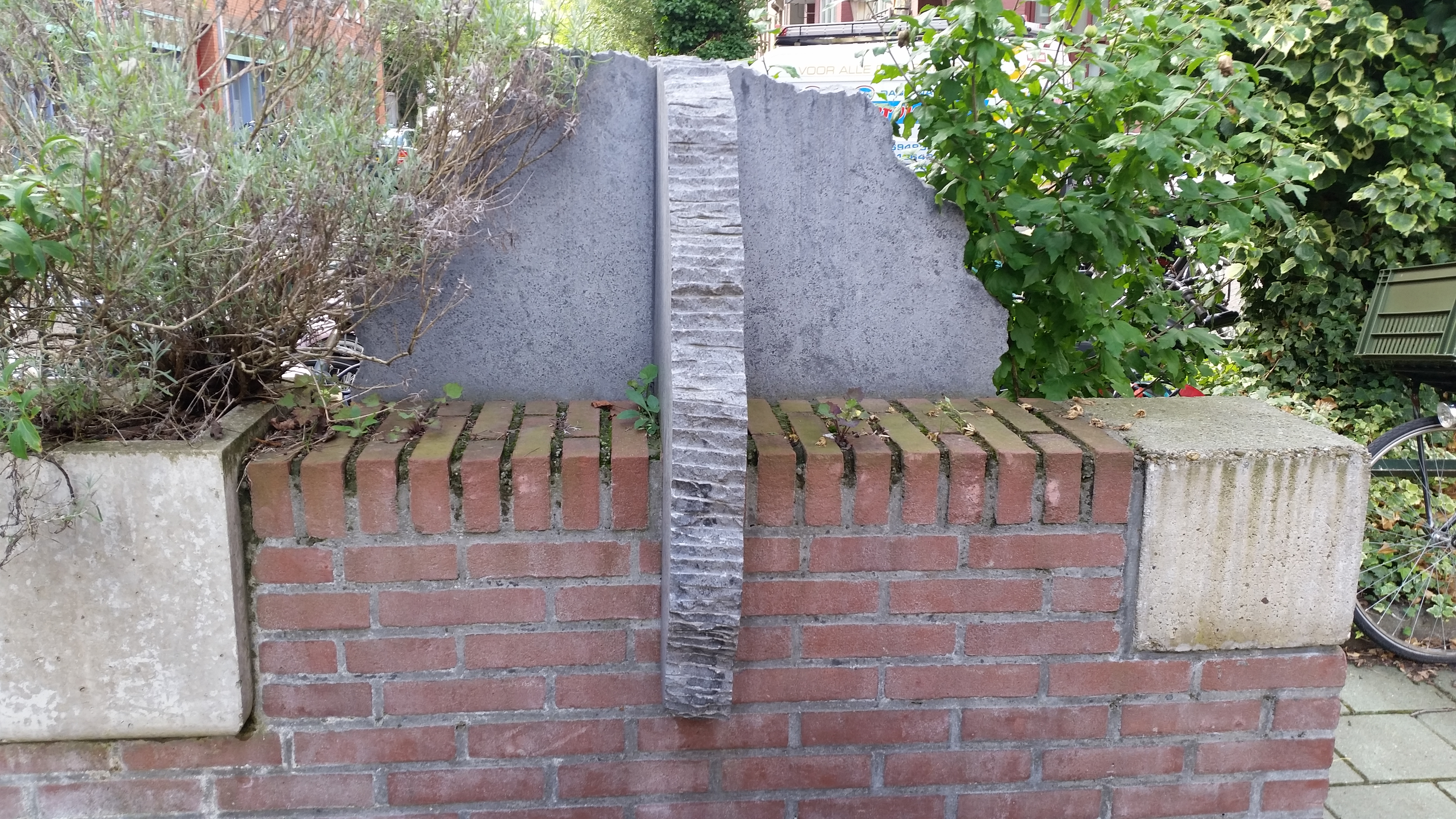
”Achterkant van het beeld (augustus 2020)